# Chán ăn
Chán ăn là việc giảm cảm giác thèm ăn. Tên tiếng Anh của chán ăn là Anorexia, bắt nguồn từ tiền tố α (a, tiếp đầu ngữ mang nghĩa là "không có, thiếu vắng") và từ όρεξη (orexe, thèm ăn) trong tiếng Hy Lạp.
Chán ăn có thể là kết quả của nhiều nguyên nhân khác nhau, nhưng thông thường khái niệm này thường bị đánh đồng với chứng chán ăn tâm thần. Trong các nguyên nhân gây chán ăn, một số tỏ ra vô hại, nhưng một số nguyên nhân là dấu hiệu của các bệnh nghiêm trọng hoặc ít nhất là các nguy cơ tiềm ẩn đối với sức khỏe. Ví dụ, chán ăn do nhiễm trùng là một phần của phản ứng pha cấp tính (acute phase response - APR) đối với nhiễm trùng.
Phản ứng pha cấp tính có thể được kích hoạt bởi các lipopolysaccarit và peptidoglycan trong vách tế bào và DNA vi khuẩn, RNA chuỗi xoắn kép và glycoprotein trong virút, những yếu tố này có thể kích hoạt sự sản sinh ra các cytokine xúc tiến sưng viêm. Các chất này có thể có tác động gián tiếp đến sự thèm ăn bằng nhiều cách khác nhau, bao hàm tác động hướng ngoại biên từ nơi sản xuất chung trong cơ thể bằng cách kích thích sự sản xuất leptin từ các mô dự trữ chất béo.
Cytokine xúc tiến sưng viêm cũng có thể phát tín hiệu tới hệ thần kinh trung ương một cách trực tiếp hơn bằng một cơ chế truyền tin chuyên hóa thông qua hàng rão máu não, qua các cơ quan quanh não thất (nằm ngoài hàng rão máu não), hay bằng việc kích hoạt sản xuất eicosanoit tại tế bào nội mạc tại hệ mạch máu não.
Sau cùng, việc điều hòa cảm giác thèm ăn bởi cơ chế này được cho là thực hiện bởi cùng các nhân tố điều khiển cảm giác này trong điều kiện bình thường, tỉ như các chất dẫn truyền thần kinh (serotonin, dopamine, histamine), nhân tố phóng thích corticotropin, neuropeptit Y, và nội tiết tố kích thích α-melanocyte.